# El Empalme (España)
El Empalme es un lugar identificado por la confluencia de las carreteras N-431 y A-5150, localizado en el municipio onubense de Isla Cristina, España. Carece de población censal, aunque se encuentran varias fincas rústicas que aportan su población a la categoría de diseminado del municipio de Isla Cristina.

## Geografía
Se corresponde con la zona más alta del municipio de Isla Cristina, en el norte de dicho municipio, sirviendo como límite municipal noroeste con Ayamonte y Villablanca. Al norte se encuentra el pinar de El Marquesado. Su altitud es de unos 50 metros sobre el nivel del mar aproximadamente. Linda al este con la zona conocida como Pina Grande. Los alrededores tienen predominantemente cultivos de naranjos.

## Planes urbanísticos
En los años 1990 y principios de la primera década del siglo XXI existió un parque de cocodrilos conocido como Cocodrile Park, cuya gestión lo hizo poco rentable, siendo finalmente adquirido el terreno por el ayuntamiento de Isla Cristina para su cesión a la Junta de Andalucía debido al proyecto de urbanización de un parque empresarial desde la agencia IDEA de la Junta (Agencia de Innovación y Desarrollo de Andalucía). En 2009 los terrenos fueron cedidos como estaba previsto y en ese año se procede a urbanizar un polígono con destino para parque empresarial. El Plan General de Ordenación Urbana de Isla Cristina de 2007 también recoge una nueva área turística centrada en el golf en la zona de cruce de la carretera de El Empalme con la N-431 donde se especula con la construcción de un hipotético intercambiador o apeadero de la línea de alta velocidad Sevilla-Faro, aunque esto sería a medio-largo plazo debido a la drástica disminución de las inversiones en la alta velocidad del gobierno portugués con motivo de sus prioridades económicas.
La N-446 llega hasta este enclave desde la A-49, con planes de prolongación hacia el sur hasta Isla Cristina.